# Ophiacantha frigida
Ophiacantha frigida är en ormstjärneart som beskrevs av Jean Baptiste François René Koehler 1908. Ophiacantha frigida ingår i släktet Ophiacantha och familjen knotterormstjärnor. Inga underarter finns listade i Catalogue of Life.